# Denios
Společnost DENIOS s. r. o. se v Česku a na Slovensku zabývá výrobou a prodejem výrobků pro ochranu životního prostředí. Sídlo společnosti se nachází ve Strakonicích. Firma se specializuje na výrobu zařízení pro skladování a manipulaci s nebezpečnými látkami a vybavení provozoven. K roku 2018 pracovalo ve společnosti DENIOS s. r. o. 113 zaměstnanců, z toho 110 v Česku a tři na Slovensku.

## Historie
Společnost DENIOS s.r.o. Strakonice byla založena v roce 1998 jako dceřiná společnost německé firmy DENIOS AG se sídlem ve východovestfálském městě Bad Oeynhausen, která má pobočky po celém světě. Základním kamenem pro založení české pobočky bylo pořízení výrobního areálu ve Strakonicích s výrobní halou o ploše cca 3000 m². V roce 2016 byl uveden do provozu nový moderní výrobní závod v areálu průmyslové zóny Na Jelence ve Strakonicích, který nabízí k užití skladovací a výrobní plochu téměř 7000 m². Dominantou závodu je moderní třípodlažní administrativní budova, na kterou navazují skladovací a výrobní haly.
Od roku 2007 měl DENIOS technicko-obchodní zastoupení také na Slovensku, přičemž v roce 2011 byla v Trenčíně otevřena obchodní kancelář, která spadá organizačně pod DENIOS Strakonice.

## Produkty
Výrobní činnost DENIOSu je zaměřena především do pěti hlavních oblastí: skladování nebezpečných látek, vybavení výrobních provozů a prostředky pro bezpečnost práce, tepelná technika, odvětrávací technologie, technologické a skladovací systémy. Výrobní závod ve Strakonicích je zaměřen zejména na kovovýrobu. Kromě toho společnost nabízí odborné semináře z oblasti bezpečnosti práce a ochrany životního prostředí. Velká část produkce je vyvážena do mateřské společnosti v Německu, odkud jsou produkty distribuovány do dalších poboček po celém světě.